# Полемон
Полемон (стгрч. Πολεμων Πολεμων); око 350. п. н. е. -270/269. п. н. е.) био је старогрчки платонистички филозоф, научник Платонове академије у Атини.

## Живот
Полемон је рођен у просперитетној породици; његов отац Филострат је био утицајан и богат грађанин. У младости, Полемон је водио разуздани и расипнички живот, али је једног дана, када му је било тридесетак година, пијан, на челу весељака попут њега, случајно је провалио у Ксенократову школу. Ксенократ је, упркос неочекиваном бучном упаду, мирно наставио своје предавање, а његово резоновање је заинтересовало Полемона. После неког времена, раскинуо је са својом прошлошћу и почео да води умерен начин живота. Ксенократ му је постао узор. Захваљујући својој марљивости и способности био је најбољи ђак у школи и 315. п. н. е., после Ксенократове смрти, постао је научник.
Полемон је познат по својој сталожености, озбиљности, самоконтроли и прогресивним уверењима. Међу његовим ученицима били су Атински сандук, Крантор, Зенон из Кицијума и Аркесилај. Према Јевсевију из Цезареје, Полемон је умро 270/269. п. н. е. (у другим рукописима - 276/275. п. н. е.) Диоген Лаертије каже да је живео као пустињак у башти Академије и да је умро у дубокој старости природном смрћу. Кратет га је наследио на челу Академије.

## Филозофија
Диоген Лаертије извештава да је по својим погледима био близак Ксенократу и тврдио да треба вежбати у делима, а не у дијалектичким спекулацијама, „учити хармонику из уџбеника, али без вежби је исто што и изненађивати све питањима, без противречи себи у рутини сопственог живота.” Цени је Софокла и Хомера. Рекао је да је Хомер Софокле у епу, а Софокле Хомер у трагедији.

## Стваралаштво
Према Диогену Лаертију, Полемон је оставио неколико расправа, али се већ у речнику Двора (10. век) наводи се да није сачувана ниједна. Климент Александријски га цитира (или другог филозофа по имену Полемон): „О животу у складу са природом“ (старогрчки: εν τοις περι του κατα φυσιν βιου). Сличан пасус постоји и код Цицерона, који је говорио о Полемону, који живот по законима природе сматра највишом срећом.